# محمد ارکون
محمد ارکون ((به بربری: Muḥemmed Arkun)/(به عربی: محمد أرکون)/(به فرانسوی: Mohammed Arkoun)) (زادهٔ ۱ فوریه ۱۹۲۸ در بنی ینی – درگذشتهٔ ۱۵ سپتامبر ۲۰۱۰ در پاریس) از بزرگترین اسلام‌شناسان فرانسه و استاد ممتاز دانشگاه سوربن و از اندیشمندان اسلامی بود. او از طرفداران نوین‌گرایی و انسان‌گرایی اسلامی بود. وی خود را ناقد رادیکالِ سنت اسلامی، ایدئولوژی اسلامی و گفتارِ خاورشناختی سنتی تعریف می‌کرد.
طرح فکری او در رویکرد به اسلام که عبارت بود از تاریخ‌مند دیدن همهٔ متن‌ها و گفتارها و نهادن همهٔ رخدادها در سیاق تاریخی و واسازی دوگانه‌ها و براندازی آن‌ها بیش از طرح‌های دیگر در این باره انقلابی به نظر می‌رسد. او می‌کوشید سنت، متون و تاریخ اسلام را از چشم اندیشمندان رادیکال دوران خود از جمله لوسین فور، فرنان برودل، ژاک لاکان، میشل فوکو، ژاک دریدا، پیر بوردیو، ژاک گودی، کورنولیوس کاستوریادیس و رنه ژرار بخواند. از همین رو بود که آثار او برای خوانندگان عام مسلمان غریب می‌آمد.
ارکون در زمانه‌ای پژوهش دربارهٔ اسلام را آغاز کرد که اسلام‌شناسی در دانشگاه‌های غربی بیشتر در انحصار رشتهٔ اسلام‌شناسی/خاورشناسی سنتی بود. ارکون مطالعات و تحقیقات فیلولوژیک اسلام‌شناسان را بسیار ارج می‌نهاد، اما باور داشت که اسلام‌شناسی نباید در مرزهای زبان‌شناسی تاریخی بایستد. او روش خاورشناسان را از این رو نقد می‌کرد که با اسلام و تاریخ آن برخوردی اروپا محورانه دارند و روش‌هایی را که در مطالعهٔ جوامع غربی و متون یهودی و مسیحی به کار می‌گیرند در پژوهش اسلام کنار می‌گذارند؛ گویی اسلام، متون و جوامع اسلامی تافته‌ای جدا بافته‌اند. او می‌اندیشید روش‌شناسی علوم انسانی، هرمنوتیک و زبان‌شناسی جدید همه باید در مطالعهٔ اسلام اجرا شوند. از این رو، نقد او از خاورشناسی کاملاً متفاوت از نقد ادوارد سعید، از آن بود. ارکون نمی‌کوشید از اسلام هویتی متفاوت از ادیان دیگر بسازد. او خواهان مشارکت مسلمانان در چیزی بود که به باور او عقلانیتی جهانی بود؛ عقلانیتی که به پیروان ادیان گوناگون رخصت می‌دهد بر پایهٔ معیارهایی که به باور او علمی بود، با یکدیگر گفتگو کنند و همدیگر را به شکلی تفاهمی بشناسند.

## زندگی
محمد ارکون در ۱ فوریه ۱۹۲۸ در روستایی در کبیلی، منطقه‌ای در شمال الجزایر زاده شد. زبان مادری‌اش بربر، زبان دبستان و دبیرستانش فرانسوی بود و زبان عربی را نیز در دبیرستان و بیشتر در دانشگاه آموخت. با آن‌که عربی زبان سوم اوست، اما او در نوجوانی حافظ قرآن می‌شود. وی دارای دکترا از دانشگاه سوربن بود و عنوان رساله وی «انسان‌گرایی عربی در سده نهم و دهم میلادی؛ مسکویهٔ فیلسوف و تاریخ‌نگار» بود.
در دوران پیش از استقلال الجزایر، مسیحیان و یهودیان نیز در الجزائر زندگی می‌کردند. در منطقه‌ای که ارکون می‌زیست مسیحیان کاتولیک بسیاری بودند. او در کودکی با آموزه‌های مسیحیت کاتولیک آشنا شد و توانست تمایزهای دو دین اسلام و مسیحیت را در محیط تربیتی خود تجربه کند. ارکون خود را محصول فضای چندفرهنگی و تعدد مذهبی الجزائر در آن دوران می‌داند. با این وجود، این چندگانگی فرهنگی و مذهبی در جریان دو جنگ داخلی در الجزائر از میان رفت.

### تحصیل
از آن‌جا که خانوادهٔ ارکون در روستایی می‌زیستند که مردم‌اش زبان عربی نمی‌دانستند چندان در معرض نظامِ استعماری فرانسه و قوانین آن نبودند زیرا استعمار بیشتر قوانین و سیستم خود را بر شهرها تحمیل می‌کرد. جنبش استقلال نیز از شهرها آغاز شد و بعدها دامنهٔ آن به روستاها کشید. با این وجود، ارکون زمانی از جنبش استقلال به‌خوبی آگاه می‌شود که ساکن پاریس است و الجزائری‌ها در بلوار سن میشل مدام علیه استعمار فرانسه تظاهرات می‌کنند. در این دوران بسیاری از دوستان ارکون که برای تحصیل با او به پاریس آمده بودند به الجزائر بازمی‌گردند و برخی نیز در جریان این جنگ کشته می‌شوند. ارکون که معتقد است «تصادفِ تولد نباید به صورت یک ضرورت درآید» تصمیم می‌گیرد به الجزائر برنگردد و در پاریس بماند. با این وجود، الجزائر به شکل یک درد، نگرانی و امید در دل او می‌ماند.
ارکون در اوائل دههٔ ۱۹۶۰ میلادی به پاریس آمد؛ دهه‌ای که هم برای الجزائر مهم بود هم برای فرانسه. در این دهه، پرسش‌های بنیادینی سراسر فضای فکری روشن‌فکران و فیلسوفان فرانسوی را تسخیر کرده بود؛ نزاع‌های معرفت‌شناسانه و نیز بحث‌های ریشه‌ای دربارهٔ اعتبار علوم انسانی و اجتماعی. عصر غول‌های بزرگ خاورشناسی و نیز علوم انسانی و اجتماعی بود؛ از رژی بلاشر و کلود کائن گرفته تا میشل فوکو، کلود لوی استراس و پیر بوردیو. او که دانشجویی جوان بود وقت خود را وقف رفتن به حلقه‌های بحث و درس آنان کرد.
رشتهٔ تحصیلی ارکون زبان و ادبیات عرب بود، ولی او تصمیم گرفت راهی نامعمول پیش گیرد؛ در درس‌های مختلف مردم‌شناسی، فلسفه و جامعه‌شناسی در مدرسهٔ عملی مطالعات عالی حاضر می‌شد. ارکونِ جوان، فرهنگ و فکر عربی-اسلامی را از دریچه‌هایی نگریست که پیش از آن دیده نشده بودند؛ در گسترهٔ مردم‌شناسی، فردینان برودل، پیر بوردیو و لو روا لدوری بیش از دیگران بر او اثر گذاشتند. سرانجام در دانشگاه سوربن استاد کرسی تاریخ اندیشهٔ اسلامی شد و بیش از بیست سال در آن‌جا تدریس کرد.
ارکون نخست تصمیم داشت رسالهٔ دکترای خود را دربارهٔ رفتار دینی در کبیلی، زادگاهش، بنویسد، اما وقایع خون‌بار در الجزایر مانع از سفر و پژوهش میدانی شد. رژی بلاشر از او خواست موضوع دیگری را انتخاب کند و او ابن مسکویه، فیلسوف و تاریخ‌نگار ایرانی را برگزید. او در نهایت از رسالهٔ دکترای خود در سال ۱۹۶۸ در دانشگاه سوربن دفاع کرد. عنوان رسالهٔ او «انسان‌گرایی عربی در سدهٔ نهم و دهم میلادی؛ مسکویهٔ فیلسوف و تاریخ‌نگار» بود. انتشارات فلسفی ورن (به فرانسوی: Vrin) در پاریس این کتاب را دو بار چاپ کرده‌است. او ابن مسکویه را به اعتبار زبانی که در نوشتار به کار می‌برد فیلسوف و تاریخ‌نگاری عرب خوانده بود. هم‌چنین، رسالهٔ تهذیب الاخلاق و طهارة الاعراق اثر مسکویه را به زبان فرانسوی ترجمه کرد؛ کتابی که الهام‌گرفته از اخلاق نیکوماخوسی و در عین حال دارای رنگ و مایه‌ای اسلامی است.
ارکون می‌گوید در دانشگاه سوربن مشقت‌های فراوانی متحمل شده‌است تا کرسی «تاریخِ اندیشهٔ اسلامی» را بنیاد گذارد. تأکید او بیشتر بر «تاریخ» بود تا بر «اندیشهٔ اسلامی». کلمهٔ کلیدی تاریخ به نظر او در پژوهش‌های خاورشناسان و اسلام‌شناسان کلاسیک نادرست یا دست‌کم نابسنده فهمیده شده بود. او تصمیم گرفت با بهره‌گیری از تحولات تازه در زمینهٔ تاریخ‌نگاری شکل نگرش و نگارش تاریخی را در موضوعات اسلامی دگرگون کند.

## دیدگاه‌ها
طرح فکری ارکون را شاید بتوان در سه قلمرو بازشناخت:
انسان‌گرایی اسلامی
از نظر ارکون، در عصر زرین تمدن اسلامی مجالی کوتاه برای انسان‌گرایی، خردگرایی، این‌جهانی‌اندیشیدن، جهان‌روایی و رواداری پدیدآمده بود؛ اما این مجال دیری نپایید. ارکون با پژوهش دربارهٔ روش عقلانی تاریخ‌نگاری مسکویه و سپس خردگرایان و انسان‌گرایان دیگری چون ابوحیان توحیدی و ابوالعلاء معری می‌کوشید خاطره‌ای گمشده را در وجدان مسلمان امروزی بیدار کند. او همچنین در کتاب «انسان‌گرایی و اسلام؛ جدال‌ها و پیش‌نهادها» با یادآوری زمانی از دست رفته می‌کوشید شرح دهد چرا مبارزات ملت‌های مسلمان برای رهایی از استعمار به شکل‌گیری حکومت‌های خودکامه، تفسیرهای ایدئولوژیک و خشن از اسلام، رکود اقتصادی و اجتماعی، سرکوب فرهنگی و فکری، هویتی مثله‌شده و کژتابیده و در پاره‌ای موارد مانند الجزایر به جنگ داخلی انجامیده‌است. ارکون خود را بسیار به ابوحیان توحیدی نزدیک می‌دید.
تفسیر تاریخی قرآن
ارکون مطالعات و تحقیقات فیلولوژیک اسلام‌شناسان را بسیار ارج می‌نهاد، اما باور داشت که اسلام‌شناسی نباید در مرزهای زبان‌شناسی تاریخی بایستد. بخش مهمی از پژوهش‌های ارکون دربارهٔ متن قرآن است. او باور داشت آنچه مسلمانان امروز از متن قرآن می‌شناسند، نه مقدس است، نه وحیانی. او بدون آن‌که در سرشت وحی پرسش کند، می‌اندیشید کلمات وحی‌شده همه شفاهی بودند و محمد بن عبدالله خود هرگز قرآن را ننوشت. در نتیجه، وحی مقدس، گفتاری شفاهی بود که به شکلی تکرارناپذیر برای یک بار در تاریخ روی داد. به باور او متن امروزی قرآن که مصحف عثمان خوانده می‌شود، متنی است حاصل گردآوری یادداشت‌های کسان بسیار از گفته‌های پیامبر اسلام؛ در شورای تدوین قرآن دربارهٔ سوره‌بندی و آیه‌بندی و ترتیب آیات و نیز ناسخ و منسوخ تصمیم گرفته شده‌است؛ شورای تدوین قرآن به دستور خلیفهٔ سوم مسلمانان عثمان بن عفان تشکیل شده‌است؛ بنابراین، به باور او تدوین متن نهایی و قطعی قرآن در شرایطی یک‌سره سیاسی صورت گرفته‌است. ارکون می‌اندیشید سرشت گفتار شفاهی با متن نوشتاری متفاوت است. از نگاه او قرآن در تبدیل از گفتار شفاهی (وحی) به متن نوشتاری (مصحف) دگرگونی معنایی یافته‌است زیرا می‌اندیشید گفتار شفاهی، مقدس اما دسترس‌ناپذیر است. آنچه دسترس‌پذیر است همین متن نوشتاری است که نامقدس است و می‌توان با روش نقد تاریخی دربارهٔ ترجیح قرائت‌ها و روایت‌ها و تکوین آن بحث کرد و متن نهایی و بسته‌شده را از نو گشود. بر همین اساس، او بر خلاف نصر حامد ابوزید، نخست به سراغ شرایط تکوین متن قرآن می‌رفت و پس از تعیین جایگاه معرفت‌شناختی قرآن، در تأویل قرآن روش‌شناسی می‌کرد. از نگاه او روش‌شناسی تفسیری سنتی را کاملاً باید کنار نهاد. او به انقلاب پارادایمی و جابه‌جایی نظام مسائل و منظومهٔ فکری باور داشت. روش‌شناسی سنتی تفسیری در چشم او ایدئولوژیک می‌آمد. او سرشت ایدئولوژیک‌بودن تفسیر سنتی را از جمله در تفسیر طبری از آیات وصیت و ارث نشان داده بود. اما نقادی او از روش‌شناسی سنتی به تفسیر محدود نمی‌شد و نظام فقهی و اجتهاد را نیز در بر می‌گرفت.
نقد عقل اسلامی
ارکون نظام سنتی اجتهاد را در درون پارادایم جهان‌شناسی و معرفت‌شناسی، سنتی و منسوخ می‌دید. از نظر او اجتهاد فقیهان بر درکی از عقل، اجماع، حدیث و قرآن استوار است که در رویکرد عقلانی مدرن به این چهار پدیده قابل دفاع نیست. او نشان می‌داد که عقل مورد استناد فقیهان عقلی شرعی است، در حالی که عقل مدرن فارغ از استناد به شرع است. از نظر او اجماع نیز پدیده‌ای یک‌سره ایدئولوژیک است و در برابر نقادی تاریخی تاب نمی‌آورد. از نظر او هچنین قرآن نیز متنی تاریخی است نه مقدس. او همچنین معتقد بود حدیث هم باید با روش نقد تاریخی خوانده شود و معتقد بود حدیث بیشتر بازتاب عقاید و نیازهای ایدئولوژیک مردمان در دوران قدیم است تا آنچه یک مسلمان امروزه می‌تواند به شکلی عقلانی باور داشته باشد.
ارکون عقل اسلامی را آن چیزی تعریف می‌کرد که سنت گذشته با صفت اسلامی تولید کرده‌است. به باور او عقل اسلامی مقدس نیست و می‌تواند سراپا با عقل مدرن نقادی شود، همان‌طور که عقل مسیحی در دوران جدید موضوع بازسنجی عقلانی قرار گرفته‌است. به باور او دوگانه‌هایی مانند نجس/پاک، حلال/حرام، خوب/بد، واجب/حرام، مقدس/نامقدس و زنانه/ مردانه، واقعی نیستند، بلکه مصنوعی و خیالین‌اند. به باور او نظام فکری سنت بر پایهٔ این دوگانه‌ها بنا شده‌است و این دوگانه‌ها که در پلکانی ارزشی یکی را بالاتر و دیگری را فروتر می‌نشاند، باید از میان بروند و سرشت ناواقعی‌بودن آن‌ها آشکار شود. او در کتاب‌هایی چون «اسلام؛ اصلاح یا براندازی؟» به تفصیل در نقد عقل حقوقی-فقهی، عقل تفسیری و عقل کلامی اسلامی نوشت. او پیوند میان امر مقدس، حقیقت و خشونت را با بهره‌گیری از آرای رنه ژرار و دیگران در سیاق اسلامی توضیح داد. ارکون رابطهٔ میان ادیان توحیدی، مشترکات و مفترقات آن را در پرتوی دانش‌های نوین، از جمله انسان‌شناسی تاریخی تبیین کرد.

### نقد خاورشناسی ادوارد سعید
در دههٔ ۱۹۷۰ کتاب جنجال‌برانگیز «خاورشناسی» اثر ادوارد سعید منتشر شد و مطالعات غربیان در زمینهٔ فرهنگ اسلامی-عربی را نقادی کرد. این نقادی نخست برای ارکون نیز جذاب به نظر آمد اما تأمل در آن کتاب مخالفت‌های بنیادین‌اش را با سعید بیشتر کرد. ارکون و سعید با یکدیگر دوستی طولانی و نزدیکی داشتند. این دوستی باعث شد ارکون هیچ‌وقت در نوشته‌هایش آرای سعید را نقد نکند.
برخلاف سعید که آموزش‌اش در ادبیات انگلیسی و موسیقی بود، ارکون نزد خاورشناسان بزرگ عصر خود درس خوانده بود و به اسلام‌شناسی خاورشناسان چیرگی کامل داشت. ادوارد سعید مسیحی فلسطینی‌تبار بود ولی از اسلام چیز چندانی نمی‌دانست و با خاورشناسی کلاسیک کمابیش بیگانه بود. او نظریهٔ خود را بیشتر با بهره‌گیری از متون ادبی و سفرنامه‌های غربیان به شرق پرورده بود تا آرای خاورشناسان و اسلام‌شناسان بزرگ. به نظر ارکون، سعید میراثی را که نقد می‌کرد چندان نمی‌شناخت و از همین رو انصاف را دربارهٔ آن رعایت نکرده بود. ارکون نیک می‌دانست که بدون پژوهش‌های خاورشناسان، به ویژه اسلام‌شناسان، مسلمانان امکان شناخت علمی اسلام و تاریخ و فرهنگ خود را نمی‌یافتند. دستاوردهای خاورشناسان در مطالعهٔ فیلولوژیک متون دینی و تاریخی، نقد تاریخی و تاریخِ انتقادی ادیان سرمایهٔ ارجمندی بود که سعید با انگیزه‌ای سیاسی آن را نادیده گرفته بود.
نقد ارکون بر خاورشناسی از گونه‌ای دیگر بود. ارکون خواهان تداوم روش‌شناختی خاورشناسی بود؛ یعنی همان‌گونه که خاورشناسان با روش‌های نوین زبانی و متن‌شناختی به سراغ سنت اسلامی رفته‌اند باید از روش‌های دیگر در علوم اجتماعی و انسانی به‌ویژه تاریخ‌نگاری مدرن اندیشه و انسان‌شناسی تاریخی برای پژوهش این سنت بهره بگیرند. به عبارت دیگر، با همان چشم به تاریخ، فرهنگ و میراث مسلمانان بنگرند که به گذشتهٔ فرهنگی و تاریخی خود می‌نگرند و آن را می‌پژوهند. ارکون به این اعتراض داشت که چرا غربیان وقتی می‌خواهند جامعه‌ای مدرن و مسیحی را مطالعه کنند از روش‌های جامعه‌شناختی بهره می‌گیرند ولی وقتی سراغ کشورهای اسلامی و غیرمدرن می‌روند یا از الگوهای قوم‌شناختی وام می‌گیرند یا کار را به پژوهش‌های فیلولوژیک محدود می‌کنند. او پیر بوردیو را می‌ستود که توانسته بود مرز میان قوم‌شناسی و جامعه‌شناسی را در هم بریزد.

### مواجهه با سنت
ارکون هنگام کار بر روی رسالهٔ دکترای خود «انسان‌گرایی عربی در سدهٔ نهم و دهم میلادی؛ مسکویهٔ فیلسوف و تاریخ‌نگار» به ارزش‌های فراموش‌شدهٔ انسان‌گرایانه دورهٔ تمدن اسلامی از راه پژوهش دربارهٔ ابن مسکویه اشاره کرد. او با کار بر روی مسکویه همچنین دریافت که علم اخلاق به مثابهٔ دانشی خودبنیاد در فرهنگ و تاریخ اسلامی راهی بود که پس از مسکویه راهروی نیافت.
ارکون پس از پایان رساله‌اش که به صورت کتاب منتشر شد و نیز ترجمهٔ کتاب مسکویه، به پژوهش روی قرآن روی آورد. او که تصمیم گرفته بود به سنت اسلامی از درون پارادایم تازهٔ علوم اجتماعی و تاریخی بنگرد قرآن را به عنوان نخستین قلمرو برای کاربرد روش‌شناسی تازهٔ خود برگزید. برای او مهم بود که بداند پیش از شکل‌گیری مکتب‌های فقهی مسلمانان چگونه این متن را درمی‌یافتند و چه رابطه‌ای میان عقل عرفی و متن در دوران پیش از تکوین و تثبیت عقاید کلامی وجود داشته‌است.
در نوع تاریخ‌نگاری ارکون همواره تأکید بر امکان گشودگی دانش‌های اسلامی مانند فقه و تفسیر پیش از نظام‌مند شدن است. ارکون تلاش می‌کند درهایی را بگشاید که حدود هزار سال پیش بسته شده‌اند. هدف رهاکردن متن از اقتدارهایی است که صاحبان مکتب‌های فقهی پیدا کرده‌اند و امروز فقیهان و مراجع تقلید آن اقتدار را به میراث برده‌اند. ارکون شرح می‌دهد چگونه گلولهٔ برفی اقتدار از قلهٔ تاریخ صدر اسلام به موقعیت اکنون ما سرازیر شده و همین‌طور که سده‌به‌سده از منبع اصلی خود دور شده، بهمن‌وار سوژهٔ آزاد انسانی را سرکوب کرده تا اندازه‌ای که اقتدار محمد بن عبدالله، یا اقتدار متن قرآن امروزه به اقتدار مفتی بدل شده یا در او تجسم یافته‌است. به‌تدریج که از زمان وحی دور می‌شویم میزان استناد به قرآن نیز اندک‌تر می‌شود. زمانی که مالک بن انس و احمد بن حنبل و ابوحنیفه نعمان بن ثابت و محمد ادریس شافعی مکتب‌های فقهی اهل سنت را بنیاد می‌گذارند استناد به کتاب‌ها و اقوال آن ضروری قلمداد می‌شد اما همین‌طور که از زمان آنان دور می‌شویم جای استناد به کتاب‌های آنان را استناد به اقوال و آثار فقهیان بعدی می‌گیرند.

### مواجهه با قرآن
شاید بتوان روش ارکون برای خواندن قرآن را با یاری از تقسیم‌بندی فردینان دو سوسور، بنیادگذار زبان‌شناسی نوین، توضیح داد. ارکون در روش‌شناسی خود هم از شیوهٔ مفسران سنتی فاصله می‌گیرد هم از رویکرد خاورشناسان سنتی. مفسران سنتی از مرحلهٔ نخست زبان‌شناسی سوسور، یعنی مرحلهٔ دستور زبان، فراتر نمی‌روند و خاورشناسان سنتی از مرحلهٔ دوم زبان‌شناسی سوسور، یعنی مرحلهٔ فیلولوژی (زبان‌شناسی تاریخی یا فقه اللغه). مفسران اسلامی قرآن را بر مبنای صرف و نحو تحلیل می‌کنند و خاورشناسان کلاسیک بر پایهٔ روش فیلولوژیک. هر دو رویکرد از نظر ارکون ضروری اما نابسنده‌است. اما به باور او زبان قرآن باید با روش زبان‌شناسی نوین، نشانه‌شناسی، معناشناسی نیز بررسی شود؛ یعنی مرحلهٔ سوم زبان‌شناسی سوسور، که بر پایهٔ آن پژوهش‌گران دریافتند نه‌تنها متن‌ها را می‌توان با هم مقایسه کرد، بلکه می‌توان زبانها یا دستور زبانها را نیز با یکدیگر سنجید. باور به این‌که واقعیت کانونی زبان، نشانهاست و رابطهٔ میان دال و مدلول اختیاری و اتفاقی است.
با این وجود، اگر کسی با زبان‌شناسی نوین و نیز آرای ساختارگرایان به‌ویژه آلگرداس گریماس (به فرانسوی: Algirdas Julien Greimas) و تزوتان تودوروف (به فرانسوی: Tzvetan Todorov) آشنا نباشد از مباحث قرآن‌شناختی ارکون چندان چیزی سر درنمی‌آورد.

### تکوین مسلمان شهروند
از نظر محمد ارکون علمای اسلام بر خلاف نظر مئیر حاتینا (به انگلیسی: Meir Hatina)، پژوهش‌گر آمریکایی، در «نگاهبانان ایمان در روزگار مدرن؛ علما در خاورمیانه» نگاهبانان «ایمان» نیستند، بلکه نگاهبانان «عقیده» اند. برای ارکون تمایز «ایمان» از «عقیده» بسیار مهم است. عقیده یعنی مجوعه‌ای از باورها و گزارهها و آداب و رسوم و مناسک که طی دوران کودکی با تربیت و فرهنگ در ذهن انسان رسوخ می‌کند، شکلی سفت و سخت دارد و تغییرناپذیر می‌نماید. اما ایمان یعنی پیوندی قلبی با امری بیرون از خود. عقیده ذهن آدمی را تخته‌بند گزاره‌ها و مکتب‌های فکری می‌کند، اما ایمان با آزادی سوژهٔ انسانی ناسازگار نیست. علما نگاهبانان «عقاید حقه» (ارتدوکسی) هستند نه نگاهبان ایمان.
ارکون باور دارد با راست‌کیشی‌های اسلامی کنونی امکان زایش «فردِ شهروند» در کشورهای اسلامی دشوار است. تنها با رهاندن ایمان از عقیده‌است که می‌توان به ظهور فرد آزاد مسلمان امید بست. عقیده را باید سراسر با روش‌های علوم انسانی و اجتماعی سنجید و مقدس نینگاشت. ارکون از نهادهای مولد نادانی در کشورهای اسلامی و وظیفهٔ پژوهش‌گران در روشنگری و آگاهی‌بخشی می‌گوید.

## آثار

### آثار به فارسی
- چگونه قرآن بخوانیم، (مترجم:) حامد فولادوند، تهران: انتشارات عطایی، ۱۳۶۲[۳۵]
- اسلام: دیروز و امروز (نگرشی نو به قرآن)، (همراه با:) لویی گارده، (مترجم:) غلامعباس توسلی، تهران: دفتر نشر فرهنگ اسلامی، ۱۳۶۹[۳۶]
- اسلام: دیروز-فردا، (همراه با:) لویی گارده، (مترجم:) محمدعلی اخوان، تهران: انتشارات سمر، ۱۳۷۰[۳۷] (چاپ دوم:تهران: انتشارات اخوان خراسانی، ۱۳۹۱[۳۸])
- اسلام؛ اصلاح یا براندازی؟، لندن: انتشارات ساقی، ۲۰۰۶[۳۹]
- نقد عقل اسلامی، (مترجم:) محمدمهدی خلجی، تهران: انتشارات ایده، ۱۳۷۹[۴۰] این کتاب پیش از انتشار از سوی ناشر معدوم شد.
- اعادهٔ اعتبار به اندیشهٔ دینی: گفتگوی بلند، (مصاحبه‌گر:) هاشم صالح، (مترجم:) محمد جواهرکلام، تهران: انتشارات نگاه معاصر، ۱۳۸۹[۴۱]
- تاریخمندی اندیشهٔ عربی-اسلامی، (مترجم:) رحیم حمداوی، تهران: انتشارات سوین، ۱۳۸۹[۴۲]
- دانش اسلامی: قرائتی بر مبنای علوم انسانی، (مترجم:) عبداقادر سواری، تهران: انتشارات نسل آفتاب، ۱۳۹۰[۴۳]
- ساخت بشری اسلام، محمدمهدی خلجی، (آمادهٔ انتشار)[۴۴]
- مبانی قرآن‌شناسی ارکون: مهم‌ترین متون قرآن‌شناسی محمد ارکون (۳ جلد) (گردآوری و ترجمه:) محمدمهدی خلجی، (آمادهٔ انتشار)[۴۵]
- انسان گرایی در تفکر اسلامی، (مترجم:) احسان موسوی خلخالی، تهران: انتشارات نقد فرهنگ، ۱۳۹۵.

## پی‌نوشت
1. ↑  خلجی، «محمد ارکون؛ ناقد رادیکال سنت»، بی‌بی‌سی.
2. ↑  خلجی، «محمد ارکون؛ ناقد رادیکال سنت»، بی‌بی‌سی.
3. ↑  خلجی، «محمد ارکون؛ ناقد رادیکال سنت»، بی‌بی‌سی.
4. ↑  خلجی، «روایت محمد ارکون از…»، بی‌بی‌سی.
5. ↑  خلجی، «روایت محمد ارکون از…»، بی‌بی‌سی.
6. ↑  خلجی، «روایت محمد ارکون از…»، بی‌بی‌سی.
7. ↑  خلجی، «روایت محمد ارکون از…»، بی‌بی‌سی.
8. ↑  خلجی، «روایت محمد ارکون از…»، بی‌بی‌سی.
9. ↑  خلجی، «روایت محمد ارکون از…»، بی‌بی‌سی.
10. ↑  خلجی، «روایت محمد ارکون از…»، بی‌بی‌سی.
11. ↑  خلجی، «محمد ارکون؛ ناقد رادیکال سنت»، بی‌بی‌سی.
12. ↑  خلجی، «روایت محمد ارکون از…»، بی‌بی‌سی.
13. ↑  خلجی، «روایت محمد ارکون از…»، بی‌بی‌سی.
14. ↑  خلجی، «محمد ارکون؛ ناقد رادیکال سنت»، بی‌بی‌سی.
15. ↑  خلجی، «محمد ارکون؛ ناقد رادیکال سنت»، بی‌بی‌سی.
16. ↑  خلجی، «محمد ارکون؛ ناقد رادیکال سنت»، بی‌بی‌سی.
17. ↑  خلجی، «محمد ارکون؛ ناقد رادیکال سنت»، بی‌بی‌سی.
18. ↑  خلجی، «روایت محمد ارکون از…»، بی‌بی‌سی.
19. ↑  خلجی، «روایت محمد ارکون از…»، بی‌بی‌سی.
20. ↑  خلجی، «روایت محمد ارکون از…»، بی‌بی‌سی.
21. ↑  خلجی، «روایت محمد ارکون از…»، بی‌بی‌سی.
22. ↑  خلجی، «روایت محمد ارکون از…»، بی‌بی‌سی.
23. ↑  خلجی، «محمد ارکون؛ ناقد رادیکال سنت»، بی‌بی‌سی.
24. ↑  خلجی، «روایت محمد ارکون از…»، بی‌بی‌سی.
25. ↑  خلجی، «روایت محمد ارکون از…»، بی‌بی‌سی.
26. ↑  خلجی، «روایت محمد ارکون از…»، بی‌بی‌سی.
27. ↑  خلجی، «روایت محمد ارکون از…»، بی‌بی‌سی.
28. ↑  خلجی، «روایت محمد ارکون از…»، بی‌بی‌سی.
29. ↑  خلجی، «روایت محمد ارکون از…»، بی‌بی‌سی.
30. ↑  خلجی، «روایت محمد ارکون از…»، بی‌بی‌سی.
31. ↑  خلجی، «روایت محمد ارکون از…»، بی‌بی‌سی.
32. ↑  خلجی، «روایت محمد ارکون از…»، بی‌بی‌سی.
33. ↑  خلجی، «روایت محمد ارکون از…»، بی‌بی‌سی.
34. ↑  خلجی، «روایت محمد ارکون از…»، بی‌بی‌سی.
35. ↑  ارکون، چگونه قرآن بخوانیم.
36. ↑  ارکون و  گارده، اسلام: دیروز و امروز.
37. ↑  ارکون و  گارده، اسلام: دیروز-فردا.
38. ↑  ارکون و  گارده، اسلام: دیروز-فردا.
39. ↑  خلجی، «محمد ارکون؛ ناقد رادیکال سنت»، بی‌بی‌سی.
40. ↑  ارکون و  ۱۳۷۹.
41. ↑  ارکون و  صالح، اعادهٔ اعتبار به….
42. ↑  ارکون، تاریخمندی اندیشه‌ی….
43. ↑  ارکون، دانش اسلامی.
44. ↑  خلجی، «روایت محمد ارکون از…»، بی‌بی‌سی.
45. ↑  خلجی، «روایت محمد ارکون از…»، بی‌بی‌سی.